# Stephen Bungay
Stephen Francis Bungay (2 settembre 1954) è un dirigente d'azienda, storico, scrittore, consulente britannico.
È il direttore dello Strategic Management Center della Hult International Business School, una scuola privata internazionale di gestione aziendale, avente sedi a Cambridge, Londra, San Francisco, Dubai, New York City e Shanghai.

## Biografia
Ottenuto un lettorato in lingue moderne all'Università di Oxford, conseguì un master a pieni voti e con gli onori di prima classe. Successivamente, completò il dottorato in filosofi a Oxford e all'Università di Tubinga, dove divenne ricercatore della Fondazione Humboldt.
Quindi, collaborò come consulente di direzione e gestione aziendale presso le sedi di Londra e Monaco della Boston Consulting Group (BCG), per quasi diciassette anni. Lasciato la BCG, ricoprì il ruolo di responsabile di una divisione di una compagnia assicurativa, prima di entrare a far parte dell'Ashridge Strategic Management Center.
Nel 1987, sposò Atalanta Beaumont nel 1987, figlia del barone Tim Beaumont, dalla qual ebbe due figli, nati nel '90 e nel '94.
Docente di vari corsi dell'Ashridge Executive Education presso la Hult International Business School, lavora anche come professionista indipendente, insegnante e relatore.

## Attività
Nel 2000, ha pubblicato il suo primo libro di storia militare, intitolato The Most Dangerous Enemy - A History of the Battle of Britain del quale nel 2010 è uscita una seconda edizione illustrata.
Nel 202, ha dato alle stampe il volume Alamein , e, dal 2004, ha moltiplicato le proprie apparizioni televisive: nella serie Spitfire Ace di Channel 4 e nei programmi di Channel 5, BBC 2 e BBC 4, History Channel, National Geographic e TV New Zealand.

## Opere
- Beauty and Truth: a Study of Hegel's Aesthetics, 1984)
- The Most Dangerous Enemy: a History of the Battle of Britain, 2001
- Alamein. 2002
- The Art of Action: How Leaders Close the Gaps Between Plans, Actions and Results, 2010